# سافت‌باکس

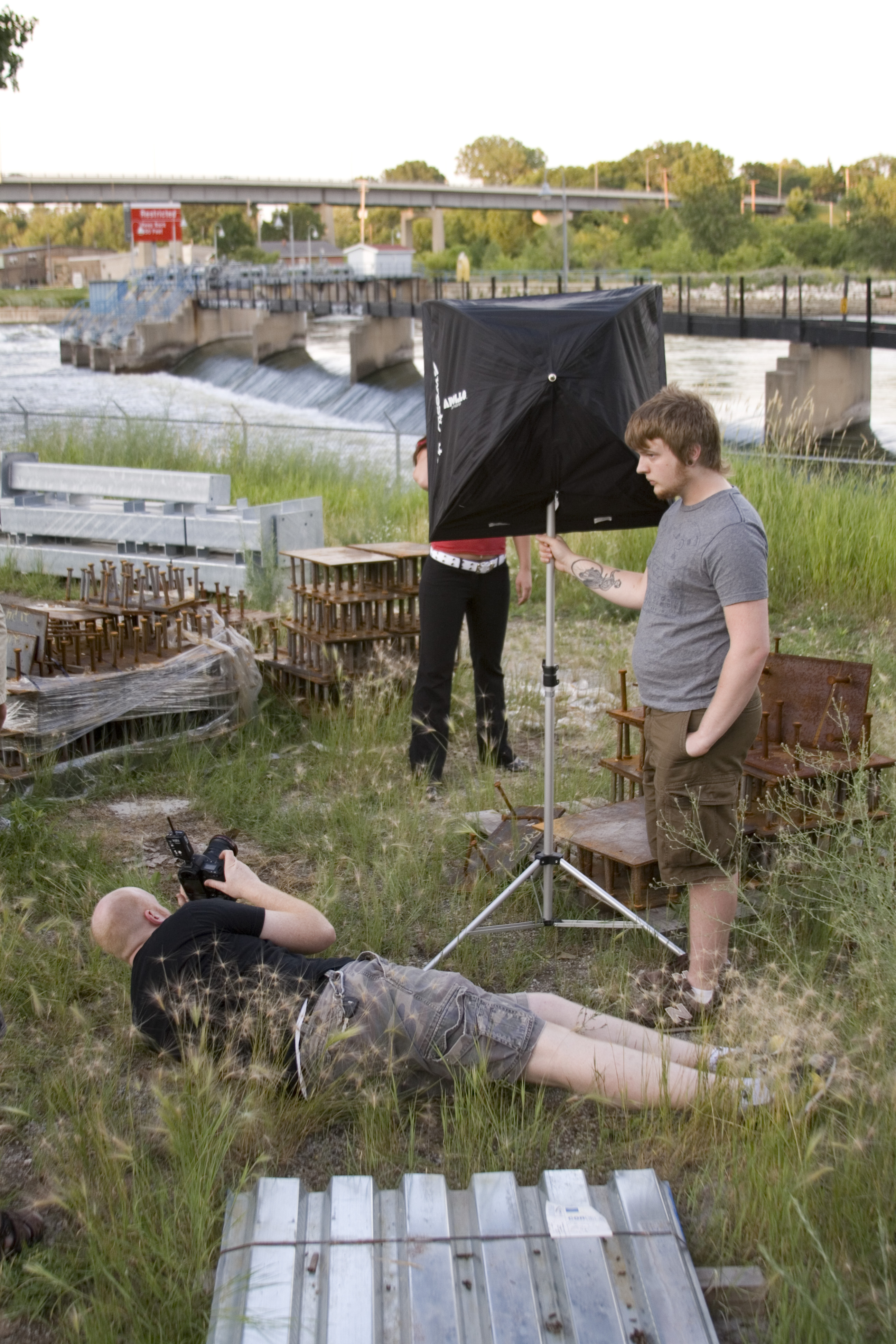

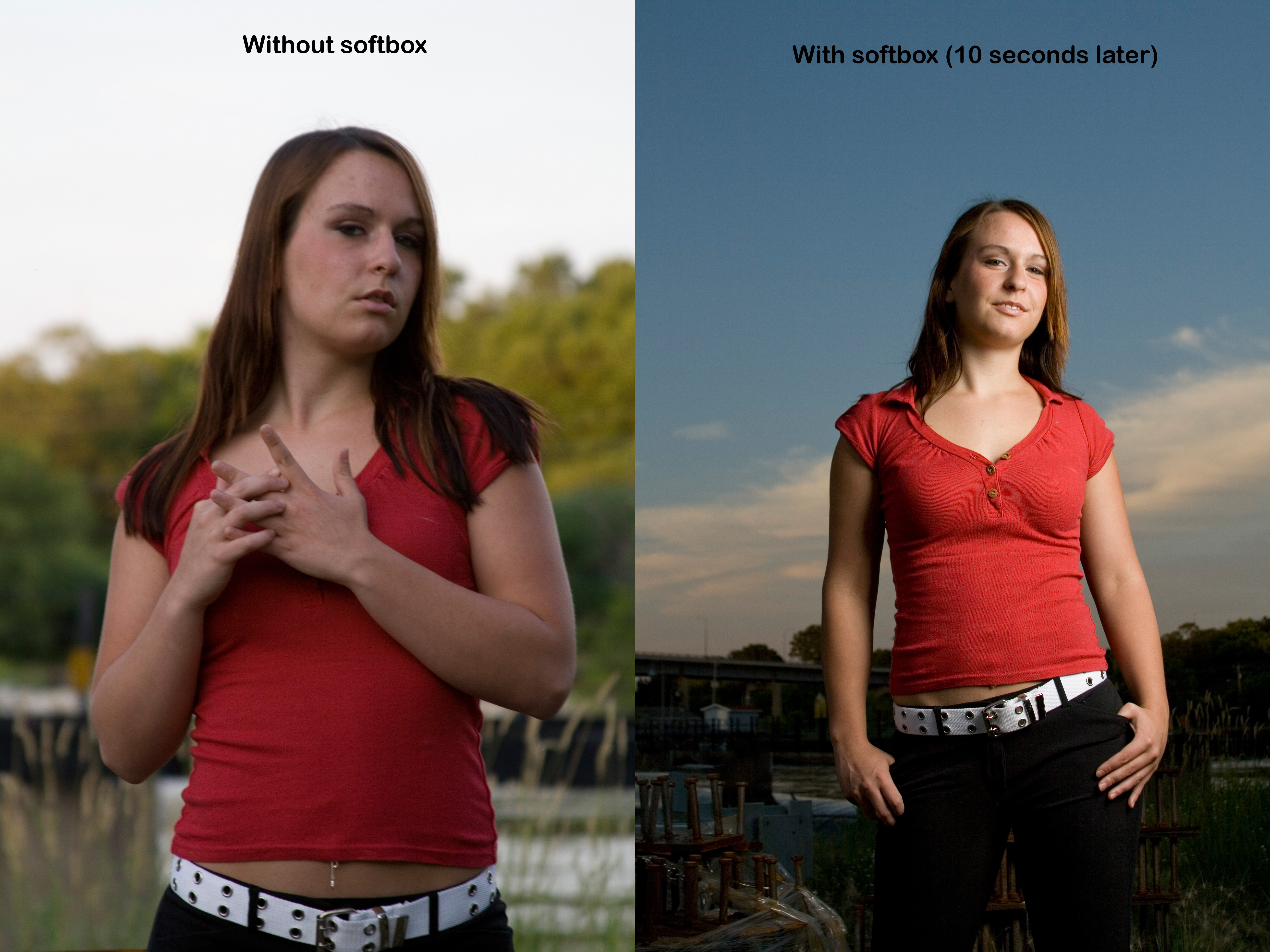
تصویر برداشته شده با استفاده سافت باکس(راست) و بدون استفاده از آن (چپ)

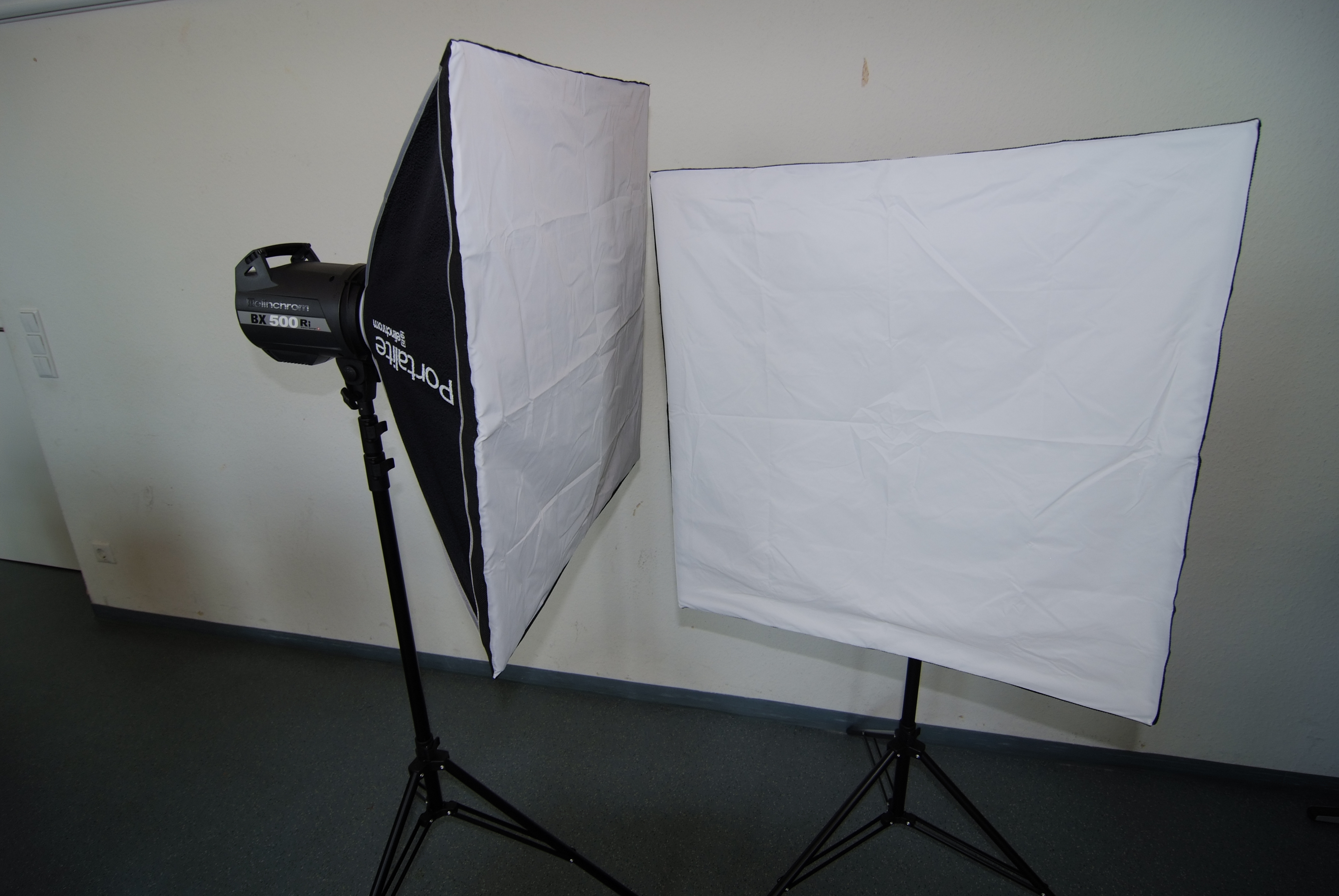

سافت باکس (soft box) نوعی ابزار نوردهی در عکاسی است که در شمار یکی از ابزار آلات سافت لایت (soft light) به حساب می‌آید. تمامی انواع سافت لایت‌ها با هدایت نور به سوی برخی مواد پراکنده ساز، یا از طریق «بیرون تاباندن» نور روی سطح دوم جهت پراکنده کردن نور، نوری هم سطح و پراکنده ایجاد می‌کنند. چتر نور معروف‌ترین شکل نورتابی است که در آنجا نور از داخل لامپ به درون یک چتر فلزی تابانده می‌شود تا نوری ملایم و غیرمستقیم ایجاد گردد.
سافت باکس حصاری از نور حاشیه‌ای در اطراف لامپ است که متشکل از سمت بازتابنده و دیواره‌های پشتی و ماده‌ای پراکنده ساز در مقابل نور است. جداره‌های جنبی و پشتی جعبه با پوششی از ورق آلومینیومی پوشانده می‌شود تا نور را به بهترین نحو منعکس کند. در برخی از مدل‌های تجاری موجود پراکنده ساز قابل برداشتن است تا بتوان از نور به تنهایی به عنوان نور افکن یا همراه با یک بازتابندهٔ چتری استفاده نمود.
سافت باکس را می‌توان یا با فلش یا با منابع نوری پیوسته مانند لامپ‌های فلورسنت یا «نورهای داغ» نظری لامپ‌های هالوژن کوارتز یا تنگستن استفاده کرد. اگر سافت باکس با منابع نور «داغ» مورد استفاده قرار می‌گیرند شخص می‌بایست اطمینان حاصل کند که سافت باکس مجهز به نمایشگر گرما به واسطهٔ میزان وات نور است که به آن متصل است تا ایجاد خطر نکند.